# ガンパレード・オーケストラ
ガンパレード・オーケストラシリーズは、ソニー・コンピュータエンタテインメントから発売されたゲームシリーズ作品である。『白の章』、『緑の章』、『青の章』の3作品で構成される。ゲームデザイン、企画原案、シナリオは芝村裕吏。企画アルファ・システム、仕様・ディレクションio-spiral、開発ダイス。
2000年に発売されたPlayStation用ソフト『高機動幻想ガンパレード・マーチ』（以下『GPM』）のストーリー上の続編に当たり、一部キャラクターが継続して登場している。
また、このゲームシリーズを原作としたTVアニメ『ガンパレード・オーケストラ』が2005年10月4日よりテレビ朝日系列にて放映された。

## ガンパレード・オーケストラ 白の章 〜青森ペンギン伝説〜
『ガンパレード・オーケストラ 白の章 〜青森ペンギン伝説〜』は、ガンパレード・オーケストラ三部作の第一弾として、2006年1月12日、PlayStation 2向けにメーカー小売希望価格6,800円で発売された。また、設定資料冊子、ゲーム楽曲CDなどが特典として同梱された初回限定版もメーカー小売希望価格12,800円で同日発売された。
前作『GPM』から約半年後の1999年12月1日から2000年2月29日（※2000年は閏年である）までの青森県を舞台に、北海道と本州の分断を目的として侵攻してきた幻獣軍と、気が強い女性陣が揃っているためヒロイン天国小隊の異名を持つ二線級部隊、3241小隊（第108警護師団第3連隊第2大隊第4中隊第1小隊）の戦いを描いた作品である。

### 特徴
- 『GPM』の特徴であった登場人物のAIによる行動制御は基本的に踏襲されており、人物相関による行動の変化が発生する点は前作同様である。
- 戦闘は大きく変わり、後方俯瞰を主とした三人称視点のシューティングゲームとなっている。また、『GPO』シリーズでは、選択した主人公キャラは小隊長で固定となるため、戦闘小隊を指揮しつつ、自身もリアルタイムで戦闘を行なわないとならない。三部作の中で戦闘難易度が易しめである。
- 能力及び技能の訓練も前作から変更があり、訓練方法を5個の選択肢から選択する方式になっている。また、訓練時間も30分から6時間という4段階の固定値による選択方式となっている。
- 生徒キャラクターの登場数は『GPM』の22人から、一度に9人までに減少。戦闘兵と整備兵のみに配置も簡略化された。ヒーロー以外で死亡者が出ると、登録した順位がその分1人ずつ繰り上がり、死亡者が戦闘兵なら整備兵の筆頭キャラが戦闘兵にまわり、死亡者と同性のキャラクターが新たな整備兵として補充される。下記に紹介されているキャラクターが全ていなくなっても、欠員になるわけではなく自動生成キャラクターがランダムで作成され加入する。自動生成キャラにも声があり、後述のその他の声優が演じている。
- 1周目ではヒーローしか自由に選択できず、他はランダムで選ばれてしまう。2周目ではラインオフィサー全員、3周目以降は9人全員がプレイヤーの好みで選択できるようになる。
- 普通に戦闘して最終日を迎えても、とりあえずのエンディングには到達できるが、特定のイベントをクリアした状態でエンディングを迎えれば、該当の周回で使用したプレイヤーキャラを緑の章及び青の章へ転属させることができる。
- シナリオは戦闘実績を稼ぐのが目的の「戦闘記録」と戦闘が少なめでイベントをクリアして目標達成を目指す「神話」の2つであるが、1周目は「戦闘記録」しか選択できない。

### 登場人物
ここでは兵種など、アニメ版と大きく異なる点について述べる。なお兵種は整備兵を除いた初期設定であり、2周目以降は最後に就いた兵種が継続される。
石田咲良
声優：豊口めぐみ
15歳。秀才でナルシスト。所有している初期技能が指揮官タイプとして優れており、訓練成功率も高く使いやすい。若いせいかメンタル面はやや弱い。白の章でのヒーロー。
横山亜美
声優：浅野真澄
16歳。口癖は「ぶっとばす」の血気盛んな切り込み隊長。理想の男性を追い求めている。
11歳で初めて読んだ少年漫画に夢中になる。絵心も文才もないせいか、マンガ編集者になるのが夢。
小島航
声優：野島裕史
17歳。教師である小島空の弟。兄同様、中性的な魅力があり、小さいころから女性に間違えられ、間違えたものをいじめていた元いじめっこ。現在は、もはや諦めの境地に達している。とりつく島がない性格。
能力は高いが、NPCとして登場すると士気が一定値に上がるまではまともに働かない。プレイヤーキャラとしても士気が低い序盤は授業や訓練の成功率が低い。ある秘密があり、鈴木真央が「心の闇」を持つとして指定する人物の1人。
村田彩華
声優：玉川紗己子
21歳。挫折続きの人生を歩んできた女性。幼い頃は天才と呼ばれて将来を嘱望されていた。現在はのんびり屋で、昼行灯のような性格。怖がりでホラーが苦手。
菅原乃恵留
声優：千葉紗子
15歳。病を抱えているが、明るくて元気なムードメーカー。文武両道の真の才媛。かつては優等生で憧れの的だった村田彩華に強い憧れを抱いていたが、現在の堕落した姿にはすっかり幻滅している。
特定の条件を満たさずにキャライベントを進め過ぎると病死してしまう。鈴木が指定する人物の1人でもある。
渡部愛梨沙
声優：成田紗矢香
13歳。佐藤尚也の幼馴染で、彼を好いて幼年学校まで進み、前線にまできてしまった気性の激しい少女。小柄だが柔道が得意。アニメ版と違い、とくに菅原と仲が良い訳ではない。
竹内優斗
声優：福山潤
18歳。航空兵志望の少年兵。性格は生真面目で人が良く騙されやすい。いつもにこにこしている。
谷口竜馬
声優：稲田徹
17歳。プレイヤー前任の第4中隊中隊長。プレイヤーにその地位を取って代わられるも、補佐に徹しようとする真面目な男。イカツイ見た目の割りに苦労性からストレス性の胃炎を患っている。
実は白の章でのヒロイン。
鈴木真央
声優：仙台エリ
15歳。ある物を拾ってから、不可思議な言動をするようになり、「鈴木ファンタジア」と呼ばれる。儚げな印象だが、芯はしっかりしている。
本来の人格は戦争へのストレスから来る苛烈ないじめと、何者かに介入を受けている事情からほとんど表に出てこない。操作キャラの中身がプレイヤーであることも知っている。指定する4人の人物がもつ心の闇を払う＝イベントクリアを求めてくるため、キャラクターイベント攻略に極めて手間がかかる。
佐藤尚也
声優：河杉貴志
13歳。早熟の天才児。真央のナイトを自任する少年。ただし彼女に弟扱いされていることがコンプレックス。
吉田遥
声優：おみむらまゆこ
14歳。ゲームに没頭する少女。異性が苦手で工藤に憧れている。現在家出中。
工藤百華
声優：浅川悠
16歳。偽りの才媛。生活能力のない叔父と暮らしている。学園一の美少女とされている。
イベントを進めると生物兵器としての正体が発覚し、それ以降は戦闘で大ダメージを受けると暴走して死亡してしまう。一度正体が発覚すると、同じセーブデータを使う限りゲームをやり直しても生物兵器状態のままになる。鈴木が指定する人物の1人でもある。
山口葉月
声優：奥島和美
16歳。世話好きでおおらかな少女。世話するものが多すぎるため、いつも忙しくしている。
獲得金額が激減するマイナスステータスを抱えている。
岩崎仲俊
声優：神谷浩史
16歳。ほぼ生まれたその時から山口家のお世話になっている、天性の食客。タカリ癖がある。鉄の胃袋を持つので腐った物でも食べられる。
野口直也
声優：諏訪部順一
18歳。自他共に認める平凡な人物。ケチで小遣い帳を書く以外には特に目立つところがない。乃恵留とは元陸上部仲間。
だがその正体は「ソックスアトランティス」の異名を持つソックスハンターであり、使用済み靴下を渡すと喜ぶ。青の章に転属すると「ソックススプリンター」と変わる。
上田虎雄
声優：川田紳司
16歳。線の細い、異国人の少年。ハードボイルドペンギンと心を通わせる唯一の人物らしい。
小島空
声優：太田真一郎
24歳。108警護師団の教師。かわいいものが大好きな、心優しい苦労人。プレイヤーは選択できない。
しかし実はこの世界の正体を知る何者かに介入を受けており、この世界に迫るある危機を払うためにプレイヤーに協力を求めてくる。Sランクエンディングを見ると本来の空に戻る。
ハードボイルドペンギン
フランスはパリからの洋行帰りであり、ヨコハマで探偵事務所を開いていたこともあるという、ハードボイルドなセリフが妙に似合う謎のペンギン。プレイヤーは選択できない。
幻視技能がないとキャライベントを進めることが出来ない。イベントを進めると金と発言力の取引を持ちかけてくるほか、「精霊手」の訓練を行うことが可能になる。戦況が良くないとイベントの途中で戦死する恐れがある。鈴木が指定する人物の1人でもある。
瀬戸口隆之
声優：梅津秀行
17歳。ガンパレードマーチからのゲストキャラ。条件を満たすと参戦する。タレ目だがイケメン。だが、着任当初は軽薄かつ不真面目そのもので英雄らしくないヤツと思われている。厚志を「大将」と呼ぶ。
東原希望
声優：こおろぎさとみ
10歳。ガンパレードマーチからのゲストキャラ。条件を満たすと参戦する。前作での名前は東原ののみ（ののみは愛称）。10cm身長が伸び、今作ではウォードレスが着用出来る。
壬生屋未央
声優：佐久間純子
16歳（誕生日前なので実際は瀬戸口と同年齢）。ガンパレードマーチからのゲストキャラ。条件を満たすと参戦する。
青の章へ転属し、条件をクリアすると、ある事実が判明する。
青の厚志
声優：石田彰
15歳。ガンパレードマーチからのゲストキャラ。条件を満たすと参戦する。名前こそ変わっているが前作のヒロイン・速水厚志その人。無名世界観の設定群に基づいて髪色が本来の青色になったほか大人びた風貌となったが、お菓子作りが趣味なところは変わっていない。ある目的を果たすために東北戦線に転属してきた。

### オープニング主題歌
- 『夢にみた楽園』
  - 歌：美郷あき　作詞：mavie　作/編曲：飯塚昌明

## ガンパレード・オーケストラ 緑の章 〜狼と彼の少年〜
『ガンパレード・オーケストラ 緑の章 〜狼と彼の少年〜』は、ガンパレード・オーケストラ三部作の第二弾として、2006年3月30日、PlayStation 2向けにメーカー小売希望価格6,800円で発売された。また、設定資料冊子、ゲーム楽曲CD、特製金属プレートなどが特典として同梱された初回限定版もメーカー小売希望価格12,800円で同日発売された。
中国山岳地帯を舞台に、撤退命令に反抗し、人々を守るために戦いを続ける第105山岳師団「シュークリームナイト中隊」の熾烈な戦いの日々を描く。 
白の章で条件を満たしたデータを読み込むことで、白の章に登場したプレイヤーキャラクター候補を登場させることができる。ただし、本作では転属キャラはプレイヤーキャラとしてのみ使用可能で、NPCにすることは出来ない。青の章ではNPCとしても登場できるように改善された。

### 特徴
- 緑の章では、オリジナル要素として動物兵器が登場する。一部隊員は最初から動物兵器をパートナーにしているが、それ以外のメンバーは主従関係を結ぶ必要がある。強化するには育成させる必要があるが、戦闘で致命的ダメージを受けると死んでしまう上、敵側があまり強い幻獣を投入してこない3月中はある程度戦えるが、強力な幻獣が出現し始める4月以降はほぼ数戦闘で全員ぶんが死に絶えるほどのバランスである。そのうえ、起伏の多い地形に対し、PCの俯瞰視点に固定されてしまう関係で全く自由度がない（空への攻撃はおろか、地上への攻撃も視界外となり不可能）。
- その他の基本システムは白の章と同じだが、文章スキップ機能と訓練等のモーションアニメスキップ機能の実装、発言力（物資調達やNPCへの提案に必要な数値）の消費量が白の章と比べて格段に上がる、上からの撤退命令を無視し最前線にとどまっているという設定のため、軍が補給物資等の支援をしてくれることが稀、部隊内でのラインオフィサーと整備兵の配置転換や除隊が可能になるなど細かな点で改善・変更が見られる。除隊されたキャラは死亡したキャラ同様、その周回では二度と復帰しない。また、今作では機材の故障率が非常に高く、数発撃った時点で手持ちの武器全てが故障し、後は逃げ回るだけの状態になることがほとんどである。
- 服装の変更が導入。緑の章の制服の他、白の章の制服も個人購入や作戦会議を通じ着用が可能となる。ただし、肥満体の芝村英吏は他の章の制服は着用できない。
- 「ラボ」と呼ばれる秘密の施設があり、発言力を使って特殊ステータスを購入することができる（青の章にもある）。
- シナリオは1周目に新規追加の「ヒーロー」が強制選択され、2周目以降で白の章同様の「戦闘記録」、「神話」のプレイも可能となる。「ヒーロー」は「戦闘記録」同様に展開するが、発生するイベントが異なるつくり。
- 戦闘中のバグが目立ち、斜め滑りしながら戦線の彼方へ移動し続ける車両や、小刻みな前後移動をするだけで攻撃され放題など、NPCのアルゴリズムに関して致命的な欠陥(バグ)が多数あり、発生した場合はリセットするしかなくなる。

### 登場人物
源、金城、竜造寺、芝村英吏、深澤は1周目に必ず登場する（登録順はランダム）。
源健司
声優：風間勇刀
17歳の突撃兵。アニメと違い、子どもっぽくなっている。あちこちで喧嘩を売って回っている。戦闘中味方が重傷を負うと、その人物を担いで撤退してくれる事がある。白の章の石田同様最初に名前が出てくるキャラなので使いやすい。ガンパレードシリーズでは珍しい男性ヒーロー。
パートナーの動物兵器はグリンガム。
金城美姫
声優：恒松あゆみ
16歳の突撃兵。アニメと違い、整備が得意。かなりお転婆で、プレイヤーキャラに蹴りを入れてくる。美脚をウリにしているフシがある。能力は全般的に高い。緑の章でのヒロイン。
竜造寺紫苑
声優：小西克幸
17歳の偵察兵。アニメよりお坊ちゃま度が増している。政治家である父親からの、後方への転属工作に苦悩する。不器用なのが欠点。あるイベントで選択を間違えると死亡する恐れがある。
パートナーの動物兵器はジジ。
芝村英吏
声優：山崎たくみ
15歳の偵察兵。前部隊長を暗殺し、プレイヤーキャラを後任に迎える。アニメ同様冷酷で尊大だが、民間人のために物資を手配するなどの一面も見せる。芝村を名乗るだけあって優秀。
パートナーの動物兵器はクイーンオブハート。
深澤正俊
声優：下和田裕貴
15歳の航空兵。アニメとは嗜好が少々異なる。萌えのスペシャリスト。不良と動物兵器が嫌い。戦闘兵より整備兵向き。
結城火焔
声優：渡辺明乃
15歳の突撃兵。アニメと違い、男っぽさがなくなり可愛い性格となっている。自称“美少女ハンター”で実際女性キャラへの愛情値が高い。戦傷を負っている。お色気シーンも。戦闘兵向き。周りの人間から不信感を抱かれている。
パートナーの動物兵器はコガ。
先内剣
声優：三木眞一郎
16歳の戦車兵。盲目だがそれを補って余りある優れた感覚を持ち、老成した性格。それ程苦労せず育てられる。アニメには登場していない。
紅・エステル・ヴァラ
声優：折笠富美子
16歳の戦車兵。大陸から来日して間もないため、日本語があまり分からず、外国語のラジオばかり聞いている。アニメ同様単独行動を取りたがる。最初から戦闘兵としての能力は高い。
パートナーの動物兵器はバルト。
斎藤奈津子
声優：神田理江
17歳の突撃兵。基本的にアニメと変わらないが、出自に秘密がある。プレイヤーキャラを包帯で窒息させてしまうなど、不器用さが増している。芝村英吏が定義するところの「悪魔」。「お金がない」特殊ステータスを持つ他、戦闘時に意外な力を発揮させる。彼女のイベントは要注意。
牧原倖
声優：岸尾大輔
15歳の突撃兵。温厚な性格だが、双子の妹とは別の過去がある。体は細いが戦闘時に意外な力を発揮させる。
研究所で多国籍軍と同時通信が出来る兵士を目指して改造を受けたが、その影響でこの世界の意思を感じる能力を身につけた。青森にいる小島空（本人ではなく空に介入している人物）と協力して世界の危機のために動いている。
パートナーの動物兵器はブラック。
國分政昭
声優：三宅健太
18歳の砲撃兵。見た目も性格もややおっさんっぽい。アニメにも登場しているがモブ扱い。戦力的にはまずまず。
神海那美
声優：中原麻衣
17歳の衛生兵。アニメでは病院の看護師だったが、ゲームでは正式メンバー。とはいえやはり戦闘には向かない。
荒木雪子
声優：木村亜希子
16歳の衛生兵。先内の世話をしている。主人公の絞殺を企てるなど、嫉妬深い一面ものぞかせる。アニメ同様裏方向き。
牧原輝春
声優：伊藤静
15歳の突撃兵。倖の双子の妹。兄とは正反対にクールで、冗談が嫌い。ブラコン。「北極アイズ」と称される冷ややかな視線が特徴。兄に比べると扱いにくい。
柱空歌
声優：藤堂まり
16歳の衛生兵。動物好きで、自分の動物兵器に自分が一番好意を寄せる人物の名前を付ける。あるプログラムにはまっている。医療技能しか持っていないため、全キャラ中最も育てるのに苦労する。
風間東二
声優：渡部猛
51歳。鷲宮家の家令で、副教官。普段は動物兵器の世話をしている。プレイヤーは選択できない。
鷲宮透子
声優：山口由里子
28歳の伯爵で担任教師。アニメとは違い、動物兵器の庇護者で軍人然としている。プレイヤーは選択できない。
スピキオ・ヌマ・ブフリコラ
熊本からやって来た猫。プレイヤーは選択できないが、ある条件を満たすと戦闘にて搭乗可。
芝村舞
声優：岡村明美
15歳の偵察兵。ある条件で加わる。前作より人付き合いが良くなっている。
滝川陽平
声優：山口勝平
15歳の戦車兵。ある条件で加わる。前作と違い、エースパイロットとなっている。
石津萌
声優：大谷育江
16歳の衛生兵。ある条件で加わる。前作に比べると多少明るくなっている。瀕死の主人公を助ける。
善行忠孝
声優：樫井笙人
25歳の偵察兵。ある条件で加わる。前作の戦いで名を挙げた司令官。
なお、他のシリーズ上では、善行が司令官として赴任した扱いになっている。

### オープニング主題歌
- 『太陽に手をのばせ』
  - 歌：橋本みゆき　作詞：mavie　作曲：田村信二　編曲：鈴木マサキ

## ガンパレード・オーケストラ 青の章 〜光の海から手紙を送ります〜
『ガンパレード・オーケストラ 青の章 〜光の海から手紙を送ります〜』は、ガンパレード・オーケストラ三部作の第三弾として、2006年7月20日、PlayStation 2向けにメーカー小売希望価格6,800円で発売された。また、設定資料冊子、ゲーム楽曲CD、特製金属プレートなどが特典として同梱された初回限定版もメーカー小売希望価格12,800円で同日発売された。
戦略的価値の減少により、まもなく撤退が確定する小笠原諸島の父島を舞台に、彼の地に残された天体観測施設を管理する特別混成部隊「石塚分遣隊」の面々の、撤退までの思い出づくりを兼ねた天体観測計画や、運命のヒーローとヒロインの恋愛をめぐる青春と戦いの日々を描く。
データ連動で白の章、緑の章に登場したプレイヤーキャラクター候補をPC・NPCとして登場させることも可能で、全員を登場させた場合の総プレイアブル登場人物数は61名。（同時出現が9名までなのは変わらず）

### 特徴
- 国が「黒い月」観測に多額の予算を投入しているという設定のため、三部作で最も補給物資の到着回数が多い反面、離島のため兵器や食料物資発注に必要な発言力が増加している、学兵に支払われる給料支給額が前２作より下げられている等、ゲームバランスが変更されている。
- 青の章では白の章・緑の章・青の章の各制服の他、水着にまで着替えることができる。ただし、肥満体の鈴木俊郎は他の章の制服を着ることができない。
- シナリオは1周目に黒い月の観測が目標の「天体観測」が強制選択され、2周目以降に他の章同様の「戦闘記録」と、新たにヒーローとヒロインの恋愛関係を進行させるのが目的の「ラブコメ」が追加される。また、隠しシナリオとして「天体観測」の初期登場人物9名を白の章・青の章とのデータ連動を用いて『GPM』に登場したキャラクターとNPCの善行忠孝のみで構成すると、特別イベント付きの高難易度版である「最高難易度ゲーム」をプレイすることができる。
- 3部作の完結編として、『GPO』全体のエピローグに相当する「グレートエンディング」が存在する。ただし到達には白の章・青の章でそれぞれ特定のイベントを攻略済みのデータを連動する必要がある。
- 『GPM』のテストエディションをベースに再構築された作品である。そのため、雰囲気が何となく似ているキャラクターがいる。
- 青の章の登場人物は元々は『GPM』の試作版のキャラで、急遽路線変更でお蔵入りしていたことが、前作の攻略本「電撃ガンパレード・マーチ」および今作品の限定版付録の設定資料で明らかにされている。

### 登場人物
蔵野、石塚、辻野、小野、大塚、永野、田上、中山は1周目に必ず登場する（登録順はランダム）。
蔵野みずほ
声優：山川琴美
身長162cm、体重44kg
15歳の狙撃兵。基本的にアニメと変わらず、群れることを嫌う。石田や源に比べると見劣りするが、それでも扱いやすい。
石塚弘
声優：間島淳司
身長173cm、体重64kg
16歳の偵察兵。基本的にアニメと変わらない。悲しい過去を背負う。班長だけあって能力は高い。唯一の肉親であった妹をある事故で亡くしており、それが元で大塚、古関を憎んでいる。季節イベントなどで時折意外な素顔を見せる事がある。趣味は将棋。初期エンディングで嶋に暗殺される。それを阻止するのがプレイヤーの役目である。
佐久間誠司
声優：鳥海浩輔
17歳の戦車兵。基本的にアニメと変わらない。一見遊び人だが意外な力がある。第一世代。
田島順一
声優：加瀬康之
身長177cm、体重68kg
17歳の突撃兵。ごく普通のイケメンだが、変わった特技を持つ。アニメと違い、土佐弁は喋らない。絢爛舞踏祭に登場するマイケル・コンコードとハリー・オコーネルの子孫。目からレーザーを出す。
辻野友美
声優：榎本温子
身長159cm、体重46kg
14歳の偵察兵。基本的にアニメと変わらない。運動力以外は低め。NPC時には男女区別なく色々なキャラと仲良くなるため、クラスの人間関係をややこしくしてしまうことも。やたらと物をくれる。
古関里美
声優：氷上恭子
身長186cm、体重71kg
17歳の偵察兵。基本的にアニメと変わらない。体は大きいがあまり戦闘には向かない。石塚に恋心を抱いているという設定だが、彼女の個別イベントには石塚は全くと言っていいほど関わらない。過去に石塚の妹と共に災害に巻き込まれ、彼女だけが助かってしまったという経緯から、石塚からは激しく憎まれている（だがゲーム中では、古関がその事に触れる事は全くない）。
小野真義
声優：宮田幸季
14歳（設定資料では15歳）の突撃兵。泣き虫な少年。女性陣からは「マギー」と呼ばれる。見た目どおり育てるのに苦労する。アニメには登場していない。
大塚浩二
声優：檜山修之
17歳の航空兵。事故で父を亡くし、額に大きな傷を負う。目つきが鋭いので怖そうだが、口下手なだけ。野球好きで武田とは気が合う。やはり戦闘兵向き。アニメには登場していない。過去に、石塚の妹と古関がある事件に巻き込まれた際に、婚約者であった石塚の妹ではなく古関を助けたことから、石塚から激しく憎まれている。
永野英太郎
声優：新垣樽助
身長171cm、体重67kg
17歳の偵察兵。一人称が「僕」（アニメでは「俺」）となっていて、どんなに暑くても冬服を着るなど、超真面目男。ある方法を用いると夏服に着替える。人付き合いが苦手。アニメ程の逞しさはない。デフォルト参戦組をほぼ誰も信頼しておらず、またほぼ全員から信頼されていない。
田上由加里
声優：小島幸子
身長167cm、体重50kg
16歳の突撃兵。アニメ同様のツンデレ少女。アルファ・システム作品でよく聞かれる苗字をもつ。戦闘以外で活躍する。提案魔。
飛子室アズサ
声優：櫻井浩美
身長162cm、体重41kg
16歳の衛生兵。アニメ同様とても暗く、中々笑顔を見せない（ただし、アニメでは引っ込み思案な大人しい性格であったのが、ゲームでは周りに興味を示さないクールな性格として描かれている）。能力的に衛生兵以外は向かない。
武田裕和
声優：内藤玲
身長169cm、体重76kg
16歳の突撃兵。アニメと違い実直な性格。武道家を父に持ち、常に鍛錬をしている。
山本えりす
声優：清水愛
14歳の偵察兵。先祖がアメリカ人でそのせいか日本人離れした容姿である。女子では唯一半ズボンを履いている。怒りっぽい一面がある。幼いので育てるのが大変。アニメには登場していない。
松尾健太郎
声優：鈴木千尋
身長154cm、体重40kg
14歳の突撃兵。基本的にアニメと変わらない。やたらとカラオケやボウリングに誘ってくる。幼いので能力は低い。
嶋丈晴
声優：山本泰輔
16歳の偵察兵。一人称が「ボキ」と、ややオタクっぽい。キャライベントの途中から「水前寺丸」という名前の犬を飼い始める。アニメ同様整備兵向き。
中山千恵
声優：松岡由貴
15歳の偵察兵。陽気な性格だが謎が多い少女。初期技能が充実している。アニメには登場していない。攻略に手間がかかる。幻獣側のスパイ。
篠山瀬利恵
声優：長沢美樹
16歳の偵察兵。イタリア系アメリカ人の家系で、サッカーが好き。名前は父親がセリエAから取ったらしい。能力的にはまずまず。アニメには登場していない。プレイヤーの正体に気付く数少ないキャラ。
鈴木俊郎
声優：山口隆行
16歳の突撃兵。腐った物でも食べられる食いしん坊の太めの少年。どちらかというと整備兵向き。アニメには登場していない。
大迫太平
声優：山野井仁
30歳の担任教師。筋肉質だが軍人ではない。プレイヤーは選択できない。
都綾子
声優：久川綾
29歳の校医。かつてはラボの研究員。プレイヤーは選択できない。
シマシマ
一見ただのリスだが、ハードボイルドペンギン同様、時々発言力とお金を交換してくれる。プレイヤーは選択できない。
若宮康光
声優：森川智之
17歳の突撃兵。ある条件で加わる。前作と顔が微妙に異なる。鉄の胃袋は健在。
原素子
声優：篠原恵美
19歳の偵察兵。ある条件で加わる。前作同様嫉妬深い性格なので注意。
森精華
声優：西村ちなみ
17歳の突撃兵。ある条件で加わる。前作と違い、制服を正しく着用する。整備の達人。
茜大介
声優：阪口大助
14歳の偵察兵。ある条件で加わる。相変わらず足を自慢する。
狩谷夏樹
熊本に残留しているため、修学旅行イベントのみ登場。
加藤祭
狩谷同様、修学旅行イベントのみ登場。
石塚加奈子
石塚の妹で、大塚の婚約者であった少女。過去の事件により死亡しており、彼女の死が石塚の人生、そして石塚・大塚・古関の関係を大きく変えた。ゲームには登場せず、石塚の話やモノローグの中でのみ、彼女のことが語られる。

### オープニング主題歌
- 『抱きしめたその後で』
  - 歌/作曲：栗林みな実　作詞：畑亜貴　編曲：飯塚昌明

## その他の登場人物
上官
ホームルーム中に現れ、階級昇進の報告や勲章の授与を行う。共通しているのは台詞のみで、周回ごとに顔はおろか性別まで変わる。
オペレーター
声優：非公表
出撃時及び戦闘中の状況をアナウンスする女子生徒。外見及び声は固定されている。
食堂のおばちゃん
声優：非公表
各章の学校内の食堂に勤務する女性。彼女らに話しかけると、食事ができる。外見及び声は固定されている。
購買部のお姉さん
声優：櫻井浩美
白の章及び緑の章の学校内の購買部に勤務する女性。彼女らに話しかけると、食べ物やパラメータ増減アイテムなどが購入できる。髪型は周回ごとに違うが、声は同じ。なお青の章では購買部がなく、村中心部で買い物ができる。
ほたてや（白の章）・お好み焼き屋ひろみちゃん（緑の章）・食堂あけぼの（青の章）のおやじ
声優：非公表
各章の大衆食堂の店主。彼らに話しかけると、食事やアルバイトができる。3人の違いは髪型のみで、顔と声は同じで、周回に関係なく固定されている。
ファーストフード（白の章）・カフェ樹（緑の章）・喫茶まんぼう（青の章）のお姉さん
声優：非公表
各章の軽食用施設に勤務する女性。彼女らに話しかけると、食事やアルバイトができる。髪型は周回ごとに違うが、声は同じ。

## その他の声優
上記の登場人物のほか、役名は明らかにされていないものの、エンディングロールや取扱説明書において以下の声優が各章全てに参加していることが確認される。また、飛子室アズサ役の櫻井浩美も含む。
| - 小野大輔 - 河本邦弘 - 羽多野渉 - 原田正夫 - 藤田圭宣 - 森田成一 - 保村真 - 安元洋貴 | - 吉野裕行 - 猪口有佳 - 桑谷夏子 - 小平有希 - こやまきみこ - 下屋則子 - 寺田はるひ - 細野雅世 |

## 用語

### 兵種
整備兵はテクノオフィサー、それ以外の戦闘要員はラインオフィサーともいう。ラインオフィサーは通信室や戦闘直前のチュートリアルで変更が可能だが、発言力を消費する上、戦車兵は車両技能、航空兵は航空技能、衛生兵は医療技能が必要。キャラクターはヒーロー（プレイヤー）、ヒロイン（プレイヤーの恋人候補であり、性別は問わない）、親友、友人2人の計5人がラインオフィサーとなり、級友4人がテクノオフィサーとなる。
戦車兵
装甲車や戦車、または人型戦車に搭乗する。徒歩での戦闘力はほぼ皆無。
航空兵
ヘリコプターに搭乗する。戦車兵と異なり、撃ち落とされると即死するので注意。
突撃兵
徒歩で出撃する（緑の章に限り動物兵器に乗れる）。アサルトライフルや手榴弾、それに強力な直接支援火砲を装備する部隊の主力。また「烈火」「至心」といった重ウォードレス（装甲服）を装着できるが、その場合一部を除いて動物兵器との併用はできない。
狙撃兵
徒歩で出撃する（緑の章に限り動物兵器に乗れる）。狙撃銃による遠距離射撃が得意。
偵察兵
戦場を索敵するのが任務の兵種。広範な視界を有するが、重火器を装備できない。高機動車や警戒車といった軽車両、それと緑の章に限り動物兵器にも乗れる。
砲撃兵
対空戦闘車や自走砲に搭乗する。徒歩で出撃する場合、強力な機関砲や擲弾銃を装備することができる。
衛生兵
味方の治療を目的とする。戦闘は苦手で、車両にも乗れない。
整備兵
戦闘には参加せず、ハンガーでの整備に徹する兵種。戦闘で破損した装備の修復を行う。プレイヤーキャラは就く事ができない。

### 幻獣
下記の幻獣の他、前作『GPM』に登場した幻獣もいる。
スケルトン
頭が両肩に付いていて、手足が6本ある小型幻獣。手先の擬口から超音波を発する。
コボルト
犬のような小型幻獣。高い攻撃力と素早さを併せ持つ。目が3つあり、その内1つからレーザーを発射する。
ワイト
霧状の小型幻獣。戦死した第6世代兵士の死体に憑依し、武器攻撃を仕掛けてくる。
ナイトメア
飛行船のような小型幻獣。人間の顔を複数埋め込み、精神攻撃を仕掛けてくる。一部のイベント戦闘に登場する司令幻獣。
グレーター・デーモン
4本の腕を持つ格闘系中型幻獣。共生している武器化幻獣による射撃を行う。後半における敵の主力。
レッサー・デーモン
グレーター・デーモンの小型版。
うみかぜゾンビ
中盤以降に出現する。撃墜されたヘリの残骸に幻獣が寄生して操作している。空中からミサイルを立て続けに投下してくる。
ヴィーヴル
後半に登場する中型幻獣。トカゲのような姿をしているが、目は縦に並んでいて、そこから強力なレーザーを発射する。緑の章ではミサイルも使う。
アンフィスバエナ
女性のような顔と蛇のような胴体を持つ中型幻獣。4本の腕によるパンチやレーザーで攻撃する。
ペンタ第5世代
幻獣共生派といわれた第5世代の人間が幻獣化したもの。武器は生体レーザーと自殺ウィルス。敵の司令官として登場する。
ベヒモス
体長約100m、体重約12000tの巨大幻獣。88個の目を持ち、その半分からレーザーを発射する。
ヘカトンケイル
全長が60kmもある超巨大幻獣。80万個もの目から水流攻撃を行う。イベントにのみ登場し、巨大であるがゆえにプレイヤーはこの体に上陸して戦う事となる。
敵アーリィフォックス・1型、敵アーリィフォックス・1型改
ライバル小隊の兵士達。模擬戦イベントに登場する。
ロック
顔が胸にあり、代わりに首の先端に大きな赤い目を持つ鳥のような小型幻獣。空中を飛び回り、レーザーを放つ。
オウルベアー
鳥のような頭と熊のような体の大型幻獣。大口径レーザー砲とボムを放つ。正面の防御力が非常に高く、並の攻撃を受け付けない。
バジリスク
背中に貝殻のような甲羅を持つ4本足の小型幻獣。猛毒を吐く。
ヴァンパイアバット
低空飛行しているコウモリの影のような形の小型幻獣。近接した敵に酸を吐きかける。
ストリングスライム
糸状に伸びた赤い粘液の体をした小型幻獣。体を硬化させ、相手を突き刺して攻撃する。
G･タランテラ
六本足の中型幻獣。背部に寄生した小型幻獣がレーザーを発して攻撃する。名前のみ前作『GPM』にも登場しているが、戦術的地位をキメラに奪われて前線には現れなくなったと設定されている。
G･トード
全身に目がついた巨大な蛙型の大型幻獣。

### 技能
技能は、前作と若干異なる。
車両技能
戦車兵に部署異動できる。それ以外の部署でも戦闘中に銃口や砲塔を動かす速度が上昇する。
航空技能
航空兵に部署移動できる。それ以外の部署でも戦闘中の回避率がレベルごとに上昇する。
狙撃技能
射撃攻撃の命中率がレベルごとに上昇する。狙撃兵でなくてもよい。
砲撃技能
打撃範囲が広がる。砲撃兵でなくてもよい。
白兵技能
近接攻撃がレベルごとに上昇する。
医療技能
衛生兵に部署移動できる。レベル1で致命的部位と移動部位、レベル2で武装部位、レベル3で装甲部位の治療が可能となる。
整備技能
今作では整備兵の必須技能ではなくなるが、整備兵部署の仕事効率の上昇および、故障率の低下の効果がある。
開発技能
高度なプログラムの作成が可能になり、また高性能な武器を陳情できるようになる。
事務技能
学校での授業判定、戦闘後の物資の補充に影響する。
参謀技能
陳情や提案に必要な発言力の消費を抑える。
統率技能
プレイヤーである小隊長の戦闘中の基本速度が上昇し、攻撃を受けた時の士気の低下を抑える。
情報技能
プログラムを作ることができる。高レベルの技能と高い知力があれば高度なプログラムの製作ができるようになる。
軍楽技能
戦闘中、士気崩壊した者やこの技能を所有する者の士気が20%以下になると、ガンパレード・マーチが発生する。
話術技能
提案の成功率が上昇し、また無視される確率が下降する。
同調技能
同調魔法が使えるようになる。
幻視技能
動物キャラクターと会話が可能になる。戦闘中の敵を発見しやすくなる。
密会技能
嫉妬大爆発の発生確率がレベルごとに下降する。ただし0%にはならない。
家事技能
自宅で回復力の高い弁当の作成成功率が上昇する。店でのバイトの給料が上昇する。
天才技能
強運を除くすべての技能を兼ねる。特定のキャラクターしか所有せず、訓練では習得ができない。
強運技能
戦死する確率が低くなる。特定のキャラクターしか所有せず、訓練では習得ができない。

## 関連商品

### ドラマCD
- ガンパレード・オーケストラ ドラマCD Vol.1〜白の章〜
- ガンパレード・オーケストラ ドラマCD Vol.2〜白の章〜
- ガンパレード・オーケストラ ドラマCD Vol.3〜緑の章〜
- ガンパレード・オーケストラ ドラマCD Vol.4〜緑の章〜
- ガンパレード・オーケストラ ドラマCD Vol.5〜青の章〜
- ガンパレード・オーケストラ ドラマCD Vol.6〜青の章〜

### 小説
メディアワークスより電撃文庫として発売。
- ガンパレード・オーケストラ 白の章 著：榊涼介 イラスト：きむらじゅんこ 2006年6月発売 ISBN 4-8402-3470-1
- ガンパレード・オーケストラ 緑の章 著：榊涼介 イラスト：きむらじゅんこ 2006年9月発売 ISBN 4-8402-3616-X
- ガンパレード・オーケストラ 青の章 著：榊涼介 イラスト：きむらじゅんこ 2006年12月発売 ISBN 4-8402-3669-0